# قمشكان عليا
قمشكان عليا (مقاطعة تشايبارة) (بالفارسية: قمشکان علیا) هي قرية تقع في أذربيجان الغربية في إيران. يقدر عدد سكانها بـ 28 نسمة .